# Saint-Saturnin (Charente)
Saint-Saturnin is een gemeente in het Franse departement Charente (regio Nouvelle-Aquitaine). De plaats maakt deel uit van het arrondissement Angoulême. Saint-Saturnin telde op 1 januari 2022 1.273 inwoners.

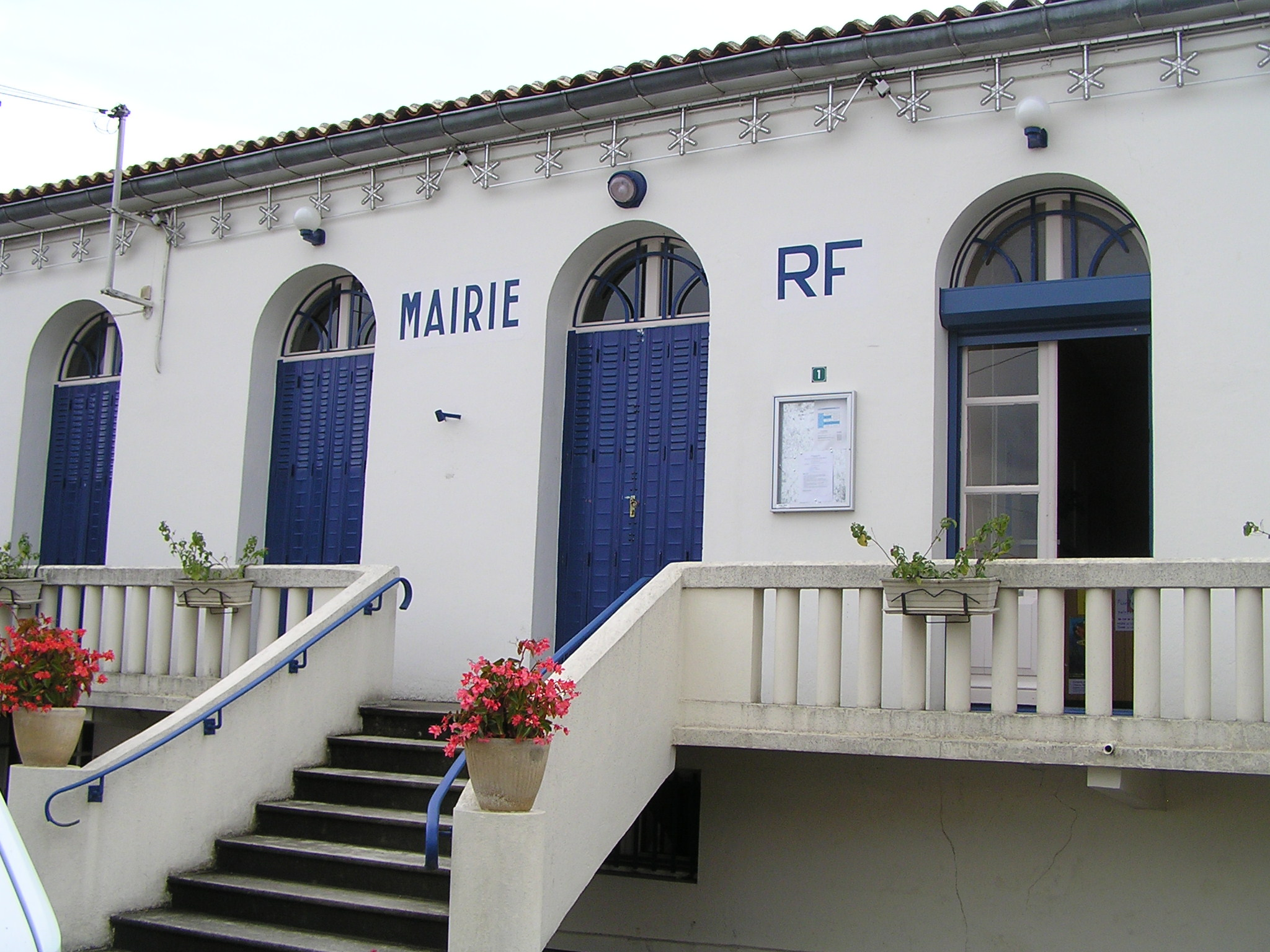
Gemeentehuis
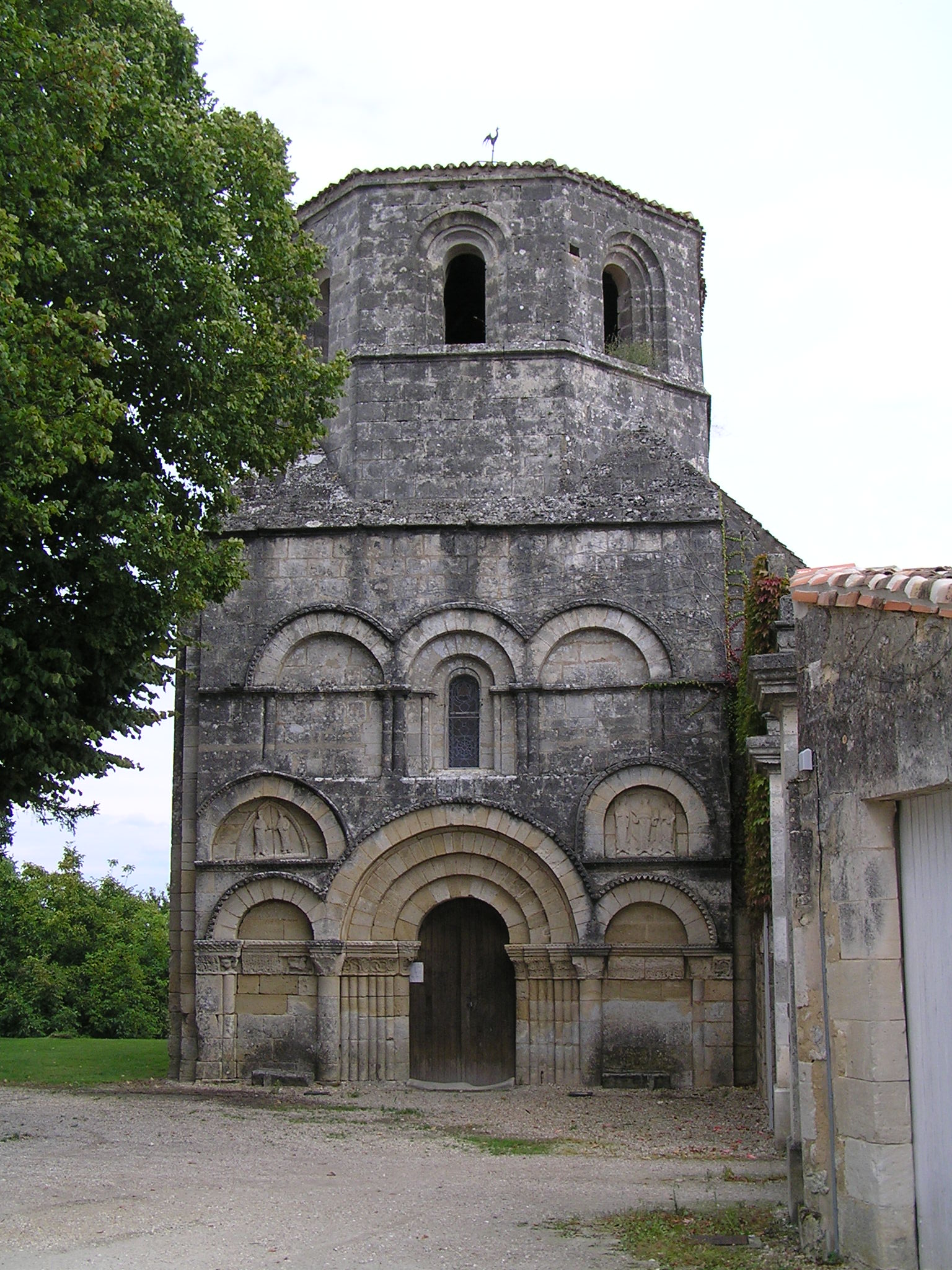
Kerk van Saint-Saturnin

## Geografie
De oppervlakte van Saint-Saturnin bedroeg op 1 januari 2022 13,38 vierkante kilometer; de bevolkingsdichtheid was toen 95,1 inwoners per km².
De onderstaande kaart toont de ligging van Saint-Saturnin met de belangrijkste infrastructuur en aangrenzende gemeenten.

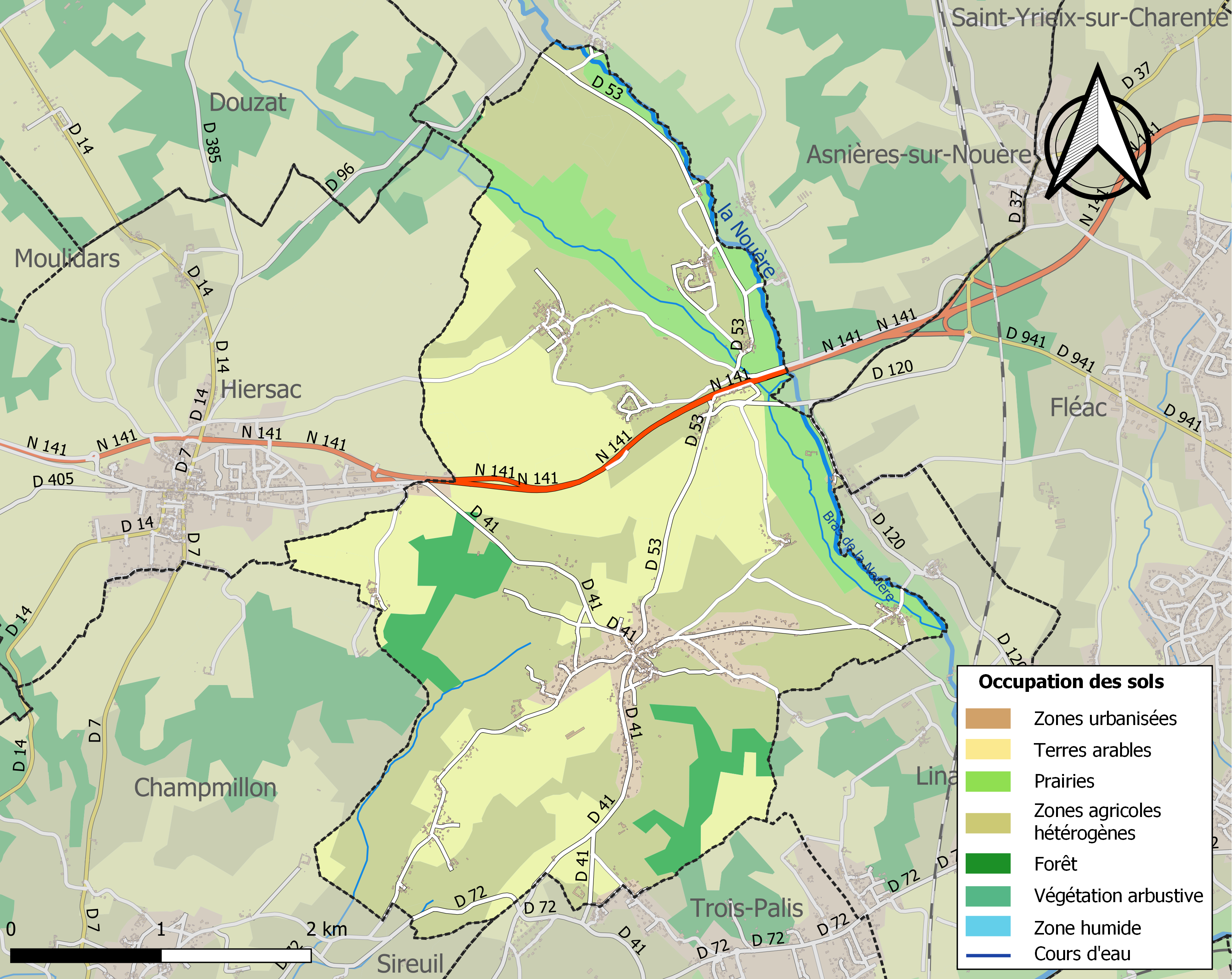

## Demografie
Onderstaande figuur toont het verloop van het inwonertal (bron: INSEE-tellingen).